# Idabel
La ville d’Idabel est le siège du comté de McCurtain, dans l’État d’Oklahoma, aux États-Unis. Lors du recensement de 2010, sa population était de 7 010 habitants. Idabel est considérée comme le centre culturel des régions du Little Dixie et du Kiamichi Country.

## Personnalités liées à la ville
Le musicien de jazz Sunny Murray est né à Idabel en 1936.